# Eclissi solare del 25 gennaio 1944
L'eclissi solare del 25 gennaio 1944 è un evento astronomico che ha avuto luogo il suddetto giorno attorno alle ore 15.26 UTC.L'eclissi, di tipo totale, è stata visibile in alcune parti del Centro America, del Sud America (Brasile e Perù) e dell'Africa (Guinea, Mali, Niger e Sierra Leone).
L'eclissi del 25 gennaio 1944 è stata la prima eclissi solare nel 1944 e la 102ª nel XX secolo. La precedente eclissi solare si è verificata il 1º agosto 1943, la seguente il 20 luglio 1944.
La durata della fase massima dell'eclissi è stata di 4 minuti e 9 secondi e l'ombra lunare sulla superficie terrestre raggiunse una larghezza di 146 km.

## Percorso e visibilità
L'evento si è manifestato all'alba locale sulla superficie dell'oceano circa 820 km a sud ovest dell'atollo di Clipperton, nella parte orientale dell'Oceano Pacifico. Successivamente l'ombra della luna si è spostata da sud est a est, è entrata in Sud America sulla costa settentrionale del Perù, poi in Brasile e ha raggiunto la sua massima eclissi nel sud est dello stato brasiliano di Pará. In seguito l'ombra a poco a poco si è diretta verso il nord-est, diagonalmente attraverso la parte settentrionale del Brasile; ha attraversato l'Oceano Atlantico ed ha varcato la terraferma in Africa sulla costa al confine tra l'Africa Occidentale Francese (attuale Guinea) e la Sierra Leone britannica, ora Sierra Leone. L'eclissi si è conclusa in Africa occidentale francese al tramonto presso Agadez, in Niger.

## Osservazioni a fini scientifici
L'Osservatorio astronomico nazionale del Messico (OAN) del Messico ha inviato squadre di astronomi e tecnici per osservare l'evento a Chiclayo, in Perù. Il tempo locale era soleggiato durante l'eclissi solare e poiché l'evento nella sua fase totale si è verificato subito dopo l'alba al mattino, l'altitudine del sole era ancora relativamente bassa e il confine tra la corona e l'orizzonte del cielo non era ottimamente distinguibile. Tra le foto ottenute, ad eccezione di quelle scattate con una fotocamera a fuoco lungo, le altre hanno avuto successo.

## Eclissi correlate

### Eclissi solari 1942 - 1946
Questa eclissi è un membro di una serie semestrale. Un'eclissi in una serie semestrale di eclissi solari si ripete approssimativamente ogni 177 giorni e 4 ore (un semestre) in nodi alternati dell'orbita della Luna.

### Ciclo di Saros 130
Questa eclissi fa parte del ciclo di Saros 130, che si ripete ogni 18 anni, 11 giorni, contenente 73 eventi. La serie è iniziata con un'eclissi solare parziale il 20 agosto 1096. Contiene eclissi totali dal 5 aprile 1475 al 18 luglio 2232. Non ci sono eclissi anulari nella serie. La serie termina al membro 73 con un'eclissi parziale il 25 ottobre 2394. La durata più lunga della totalità è stata di 6 minuti e 41 secondi l'11 luglio 1619. Tutte le eclissi di questa serie si verificano nel nodo discendente della Luna.